# Gbaya (peuple)
Pour les articles homonymes, voir Gbaya.

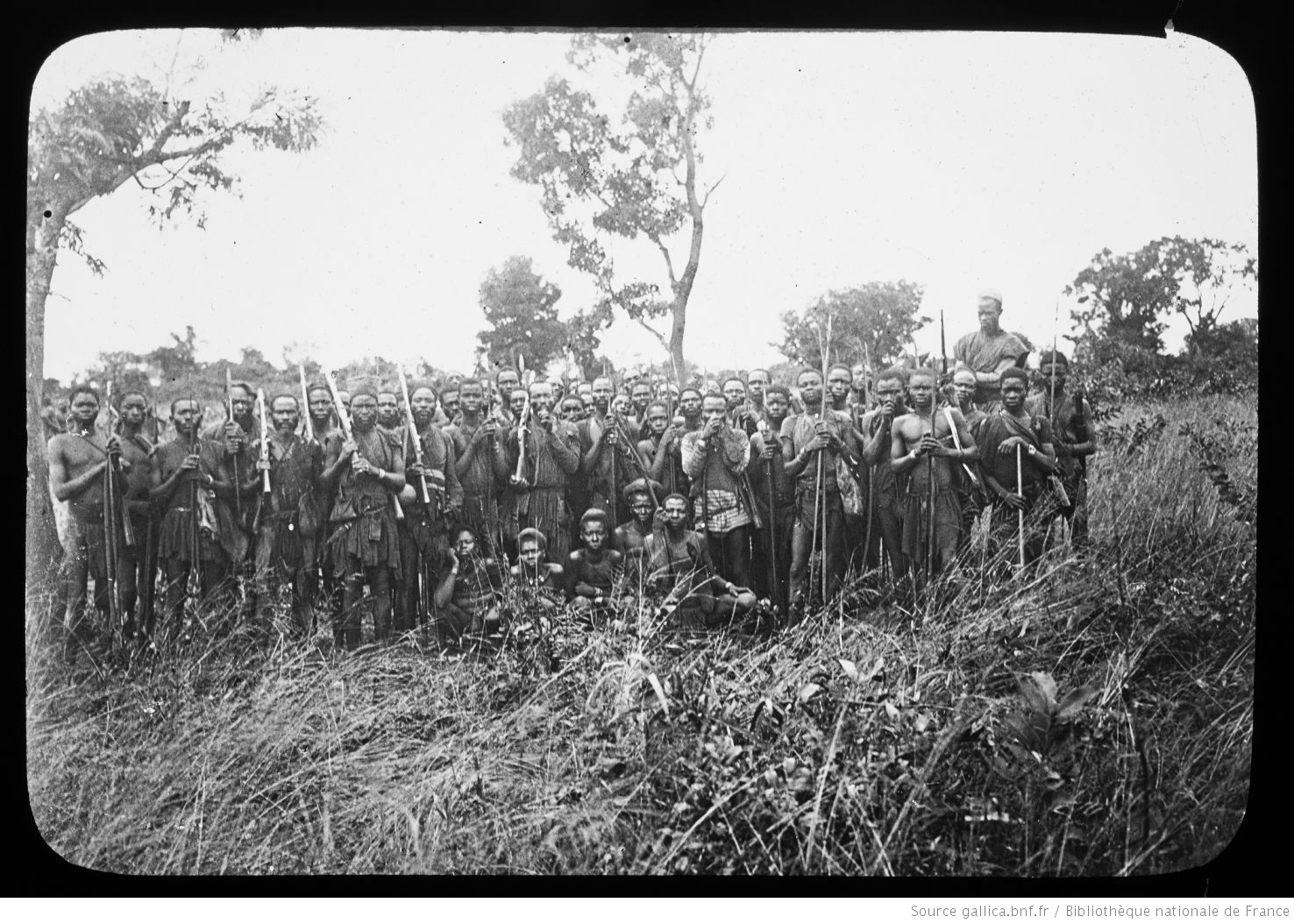
Guerriers Gbaya au début du XXe siècle.

Les Gbaya sont une population d'Afrique centrale vivant à l'ouest de la République centrafricaine pour les quatre cinquièmes, au centre-est du Cameroun pour le dernier cinquième, en République du Congo, en République démocratique du Congo, au Nigéria, au Soudan du Sud ou au Soudan et au Liberia.

## Origine
Les Gbaya sont une population d'Afrique centrale vivant à l'ouest de la République centrafricaine et au centre-est du Cameroun. Vingt pour cent de la population sont musulmane. Les Gbaya cohabitent dans la région du Barh-El-Ghazal avec les autres groupes ethniques.  Précédant leurs voisins les Banda et mettant à profit la vallée de l’Aouk, ils gagnent la vallée de l'Ouham où certains trouvent refuge dans les grottes des collines de Bozoum. Par contre, d'autres poursuivent la marche plus loin pour atteindre la Bénoué puis le haut plateau de l’Adamawa où se trouvent déjà les Mboum et Peulh aux prises avec le Lamido de Ngaoundéré et le sultan Rey Bouba. Rassurés de retrouver la quiétude après ces longs errements, ceux-ci se scindent en petits groupes dont certains vont peupler le Nord-est du Cameroun. Mais entre 1830 et 1840, ils vont se heurter aux avancées dangereuses des hommes Ousman dan Fodio qui lancent des raids esclavagistes contre les régions de l’Adamawa occupées par des peuples non islamisés et qualifiés de païens ou kirdis.
Confronté à cette nouvelle menace, le groupe se disloque une fois de plus en petites unités afin d’échapper à leurs poursuivants et prennent la direction du Sud.
De nos jours, le peuple Gbaya se repartit sur presque l'ensemble de la sous-région d'Afrique centrale. Ainsi on retrouve les Gbéa à Bossangoa, les Bokoto occupent la Lobaye entre la région frontalière de Boda et Bozoum, les Kara installés dans la région de Bouar, les Bouli installés entre la région de Berbérati et Bétaré-Oya, les Bodomo à Batouri, les Kaka au confluent de la Nana et de la Mambéré et enfin les Bianda sont au Sud de Carnot. D’autres groupes d’origine gbaya s’enfoncent, quant à eux, plus au sud dans la région de Lissala.

## Ethnonymie
Selon les sources et le contexte, on observe de multiples variantes : Baja, Baya, Bayas, Beya, Bwaka, Gbaja, Gbaya Bodomo, Gbaya Bokoto, Gbaya Bouli, Gbaya Dooka, Gbaya Kaka, Gbaya Kara, Gbaya Lai, Gbayas, Gbaya Yaiyuwe, Gbea, Gbeya, Igbaka, Igbaya.

## Population

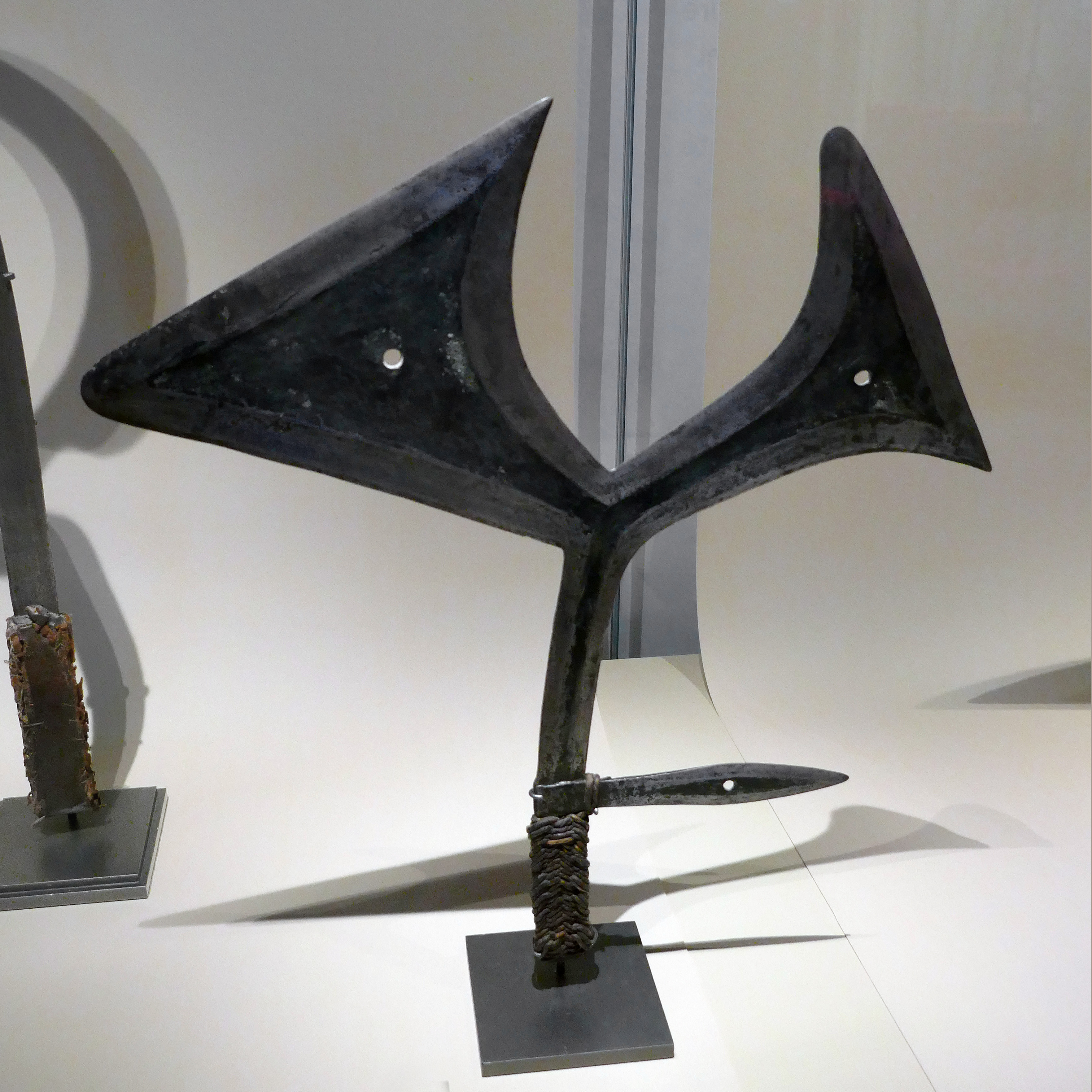
Couteau de jet des Gbaya du sud (République centrafricaine).

Leur nombre était estimé à plus de 1 200 000 dans les années 1980. Les Gbaya comprennent plusieurs sous-groupes ou lignages répartis sur le territoire centrafricain. On trouve dans la région du Centre le sous-groupegbaya bozoum (Bozoum), les Gbaya ɓòkòtò ( Baoro, Carnot, Yaloké), gbɛ́yá ou Gbeya (Bossango, à l'est on a les àlī (Boali), mānzā (Bouca, Sibut Kaga-Bandoro), les ngbākā-mānzā (Damara, Sibut), les ɓòfì (Boda-Ngotto) Auxquels il faut aussi ajouter les sous-groupes Bodomo, Bokoto, Bouli, Dooka, Kaka, Kara, Lai, Yayuwe.

## Langues
Ils parlent différents dialectes du gbaya – des langues oubanguiennes – dont le nombre de locuteurs a été estimé à 877 000. on compte les Gbeya ou Gbaya de Bossangoa, les Gbaya Gbabana » de Batangafo, les Boffi ou Gbaya de Boda, les Gbaya Bokoto dans la Lobaye et l’Ouham-Pendé, les gbaya-bozoum, les Gbaya-Kara dans l’Ouham et la Nana-Mambéré, les Souma dans les sous-préfectures de Nanga-Boguila et Markounda, les Mandija dans la Nana-Gribizi et la kémo, les Ngbaka-Mandjia dans la sous-préfecture de Bogangolo sur l’axe routier Damara-Bouca et Boali.

## Religion
20 % des Gbaya sont musulmans. Leur conversion à l'islam date du début du XIXe siècle lorsque les Peuls et les Haoussas développent avec eux des relations commerciales. Les premiers missionnaires chrétiens arrivent dans les années 1920. Le christianisme se propage surtout parmi les Gbaya ayant reçu une éducation à l'occidentale, ainsi qu'auprès des femmes. Les différentes pratiques animistes subsistent, mais perdent du terrain. Bien avant cette date, la société gbaya n'a aucune identité religieuse, même si elle a dans sa tradition le culte des ancêtres à une place non négligeable. Plusieurs rituels sont organisés afin de témoigner de la reconnaissance aux ancêtres en diverses occasions : naissance, chasse fructueuse, récoltes abondantes, etc. La société gbaya accorde une place importante aux contes qui se transmettent de génération en génération en tentant de donner une explication à l'univers et aux évènements relevant du surnaturel.

## Personnalités
Plusieurs personnalités politiques de la République centrafricaine sont Gbaya. C'est le cas des anciens chefs d'État Ange-Félix Patassé (par son père) et François Bozizé (à qui certains[Qui ?] ont reproché de favoriser les membres de son ethnie).

### Discographie
- Centrafrique : musique Gbáyá, chants à penser (Vincent Dehoux, collecteur ; enregistrements en 1977), Radio-France, Harmonia Mundi, 1992, CD (51 min) + brochure
- Centrafrique : musique pour sanza en pays Gbaya (Vincent Dehoux, collecteur), Archives internationales de musique populaire, Musée d'ethnographie de Genève ; VDE-Gallo, Lausanne, 1993, CD (69 min) + brochure)

### Filmographie
- Garçons et filles : rites de passage chez les Gbayas, film documentaire réalisé par Michel Brunet, CNRS images, Meudon, 2011, 27 min (DVD) ; tourné en 1962
- Les enfants de la danse, film documentaire réalisé par Simha Arom et Geneviève Dournon-Taurelle, CNRS Audiovisuel, Meudon, 1970, 10 min 35 s (VHS) ; tourné en 1966
- Le jugement entre Gnongoro et Sofine, film documentaire de Paulette Roulon-Doko, (réalisation : Arghyro Paouri, voix off et musique Gangan Doko), CNRS, Cultures, langues, textes, Villejuif, 2008, 16 min 53 s (DVD)
- L'ethnie Gbaya 'bodoe de Centrafrique à travers le double regard d'une ethnolinguiste (vidéo d'un entretien avec Paulette Roulon-Doko le 17 décembre 2003 à la Maison des Sciences de l'Homme de Paris, en ligne sur le site des Archives Audiovisuelles de la Recherche)
- Le manioc en pays gbaya, film documentaire de Paulette Roulon-Doko, (réalisation : Arghyro Paouri, voix off française Gangan Doko), Son stéréo, durée 47 min 33 s, DVD5, PAL, format 4/3, CNRS, 2010, ,
- (en) Cassava in Gbaya land, 2011, une version anglaise du précédent, voix off Julienne Doko.